# Warren Zaïre-Emery
Warren Zaïre-Emery, född 8 mars 2006 i Montreuil, är en fransk fotbollsspelare som spelar i Paris Saint-Germain, och som representerar det franska landslaget.

## Karriär
Zaïre-Emery representerade som junior från 2014 Paris Saint-Germain. Han tog plats i dess A-lag 2022. Han har även representerat det franska landslaget på olika juniornivåer sedan 2021. 2023 debuterade han i A-landslaget, och medverkade i EM 2024.